# Samea castoralis
Samea castoralis là một loài bướm đêm trong họ Crambidae.
Loài này được tìm thấy ở đảo Borneo và các nước Philippines, Campuchia, Trung Quốc và Ấn Độ.